# Museo d'arte islamica di Berlino
Il Museo d'arte islamica (in lingua tedesca Museum für Islamische Kunst) fa parte del Pergamonmuseum sull'Isola dei musei a Berlino.
È dedicato all'archeologia e all'arte islamica.

## Storia
Il museo venne fondato nel 1904 da Wilhelm von Bode come dipartimento islamico (Islamische Abteilung) del Kaiser-Friedrich-Museum (oggi Bode-Museum) e costruito da Friedrich Sarre. Il pezzo più importante della sua collezione è il dono che fece il sultano ottomano Abdul Hamid II all'imperatore Guglielmo II e costituito dalla facciata omayyade del palazzo di Mchatta (oggi in Giordania) datante dell'VIII secolo. Questo è quindi l'origine della fondazione del museo, così come ventuno tappeti donati da Wilhelm von Bode. Il museo, nel 1932, venne trasferito al piano superiore dell'ala sud del museo di Pergamo di nuova costruzione. Venne chiuso nel 1939 e le sue collezioni inviate in un luogo sicuro, all'inizio o durante la seconda guerra mondiale.
Tuttavia molti oggetti scomparvero o vennero danneggiati dai bombardamenti alleati. Una delle torri d'ingresso del palazzo di Mushatta venne distrutta dai bombardamenti, come molti pezzi (compresi gli antichi tappeti). La collezione - che era a Berlino Est - venne nuovamente aperta al pubblico nel 1954 e prese il nome di museo islamico. I pezzi del museo che erano stati depositati, durante la guerra, in quella che divenne in seguito l'area occupata della Germania Ovest, vennero esposti al Museo di Dahlem a Berlino Ovest nel 1954. Dal 1968 al 1970, venne aperto al pubblico un dipartimento di arte islamica presso il castello di Charlottenburg e nel 1971 la mostra d'arte islamica venne trasferita in un nuovo complesso museale costruito a Dahlem.
Il museo di Berlino Est, nel 1958, recuperò gran parte del bottino, che i sovietici avevano presero come riparazione dei danni di guerra tra il 1945 e il 1946. Nel 1992, dopo la caduta del muro di Berlino, i due musei vennero uniti con il nome di Museo d'arte islamica (Museum für Islamische Kunst). L'esposizione del sito di Dahlem venne chiusa nel 1998 e trasferita al Museo di Pergamo. La nuova struttura nell'ala sud dedicata alle arti dell'Islam è stata inaugurata nel 2000.

## Collezione

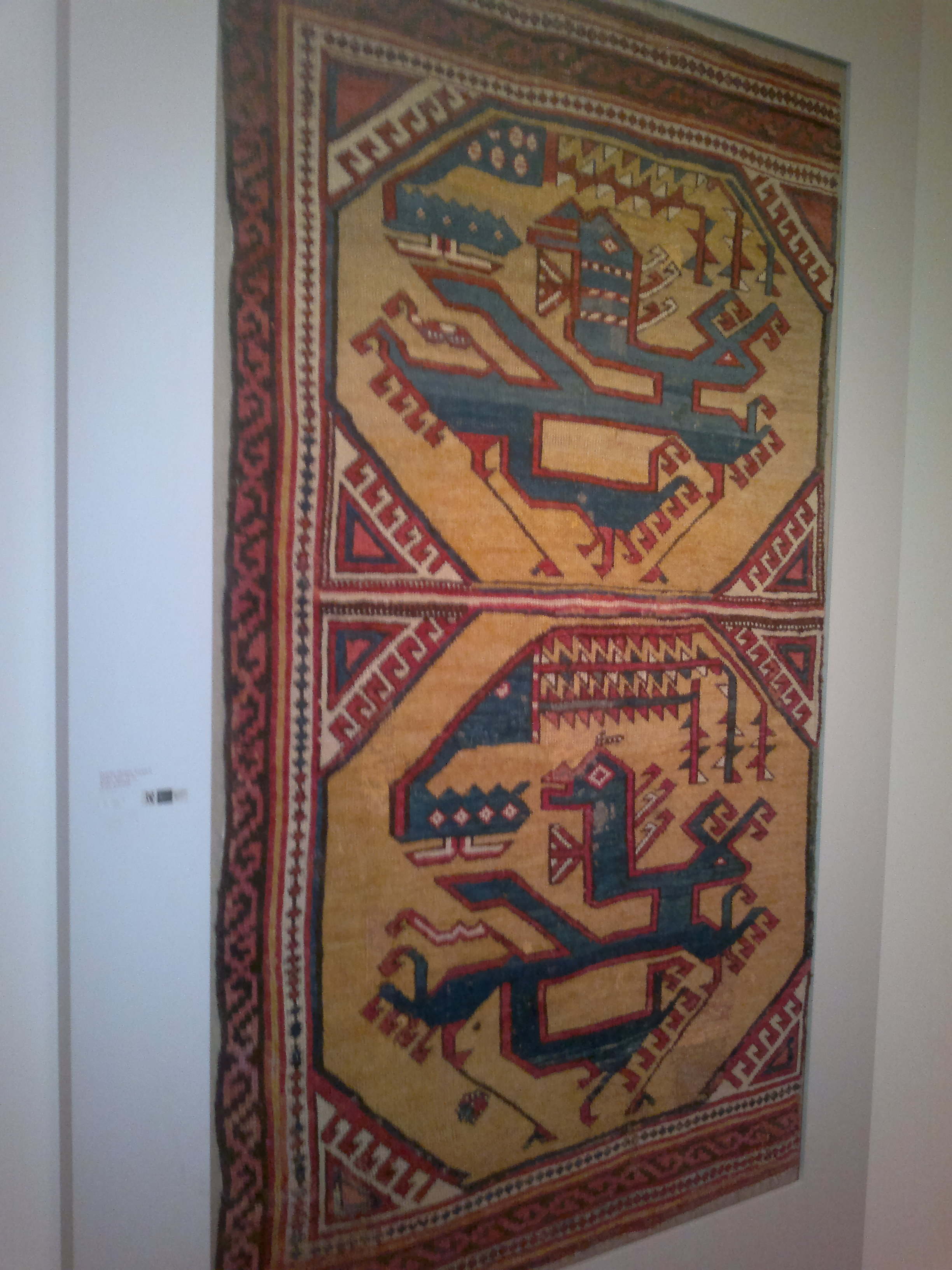
Tappeto con dragone e fenice (XV secolo)

Il museo ospita collezioni di pezzi provenienti da diversi popoli dell'area islamica, dall'VIII secolo (dal Mediterraneo all'India) fino al XIX secolo. I reperti archeologici di Ctesifonte, di Tabgha e Samarra e le seguenti acquisizioni provenienti principalmente dall'Egitto, dal Medio Oriente e dall'Iran costituiscono il fulcro del museo. Altre regioni o raccolta di oggetti importanti sono raggruppate per tema, come ad esempio, calligrafia, manoscritti miniati dell'Impero Moghul e sculture in avorio della Sicilia durante l'occupazione musulmana.

### Pezzi importanti
- Facciata del palazzo di Mchatta
- Sala di Aleppo
- Cupola dell'Alhambra
- miḥrāb di Kachan (XIII secolo)
- miḥrāb di Konya
- Tappeto con dragone e fenice (Asia centrale, inizio del XV secolo)
- Numerosi manoscritti e libri antichi

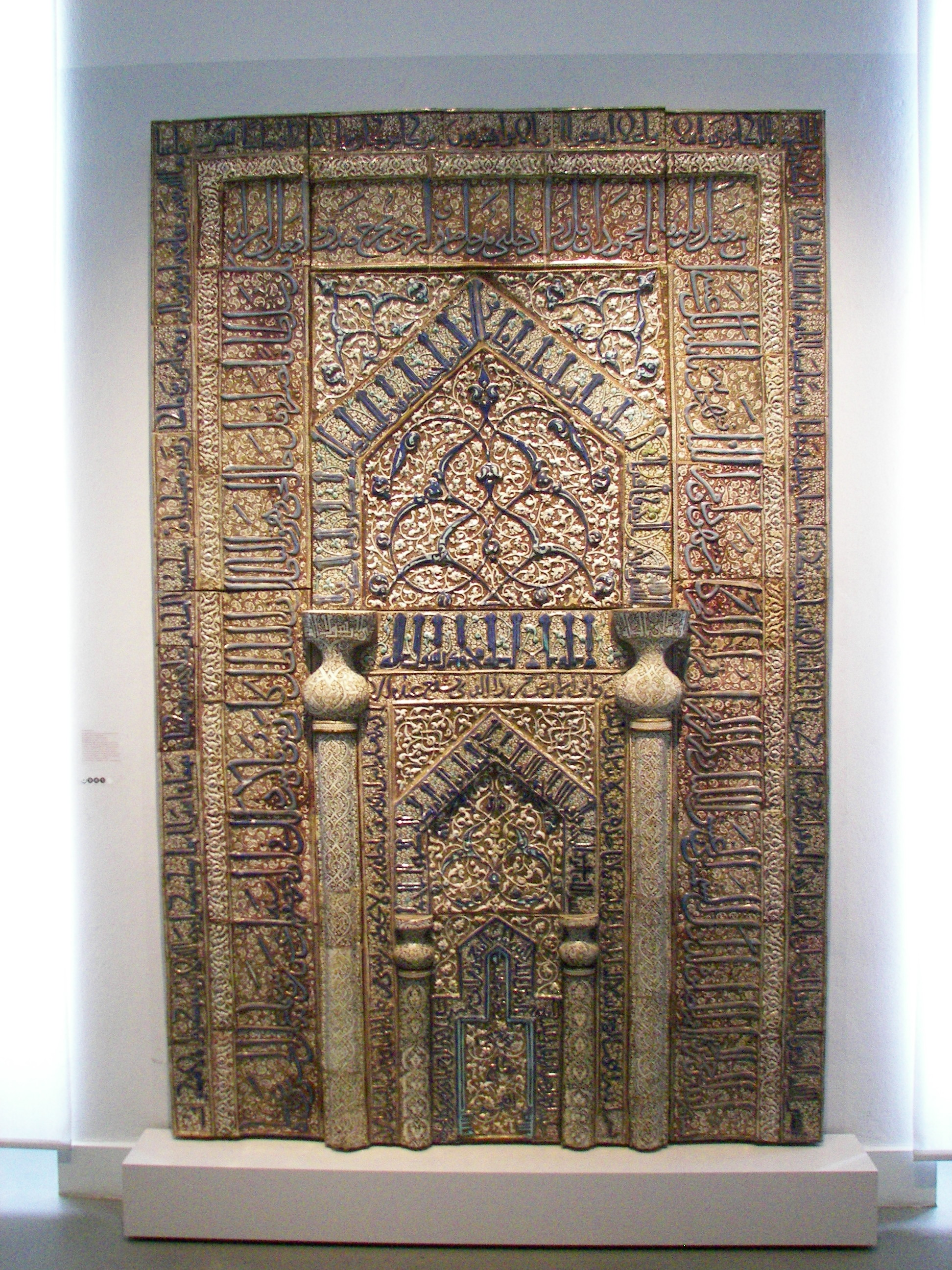
miḥrāb di Kachan
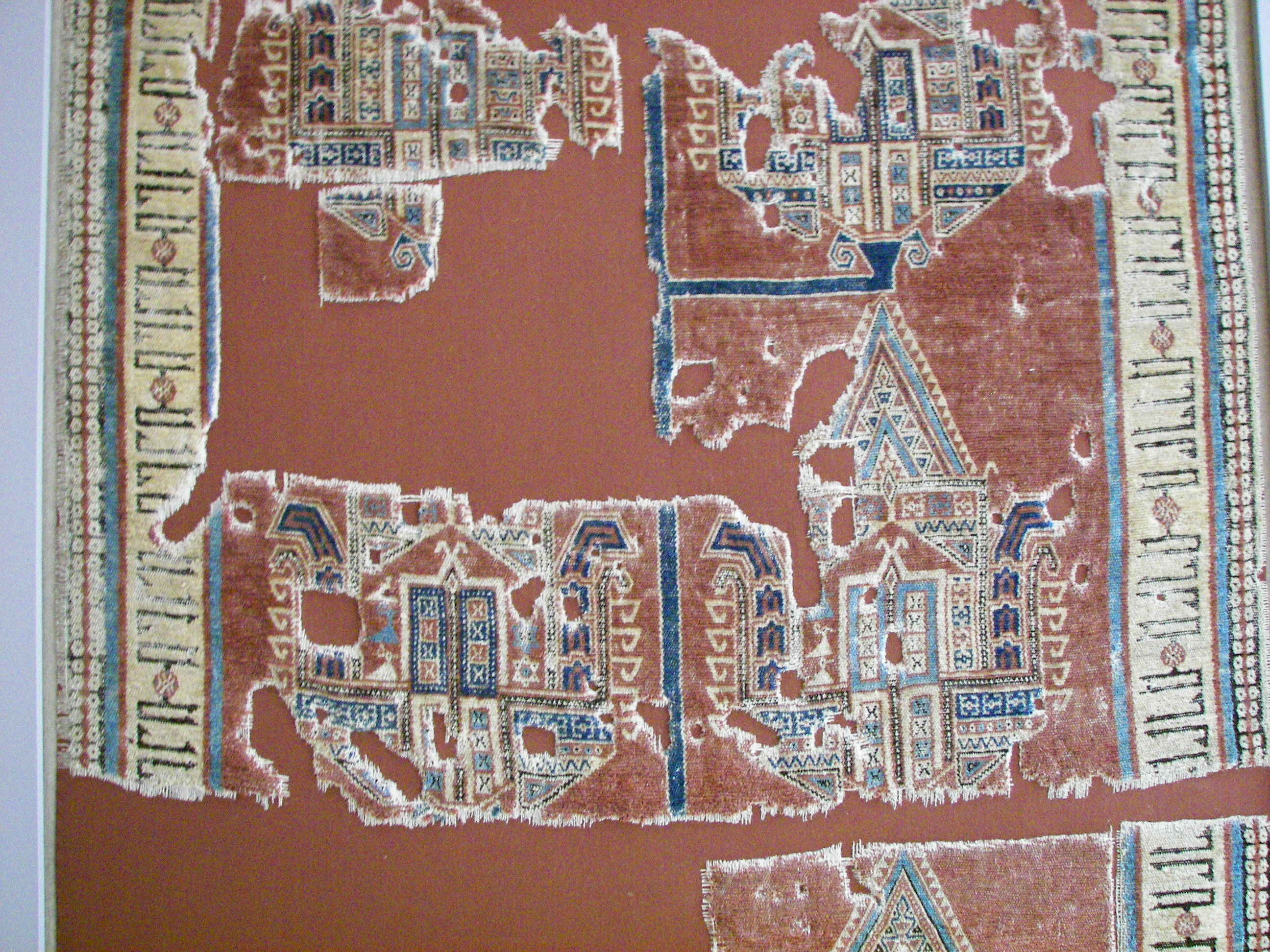
Tappeto antico dell'Andalusia
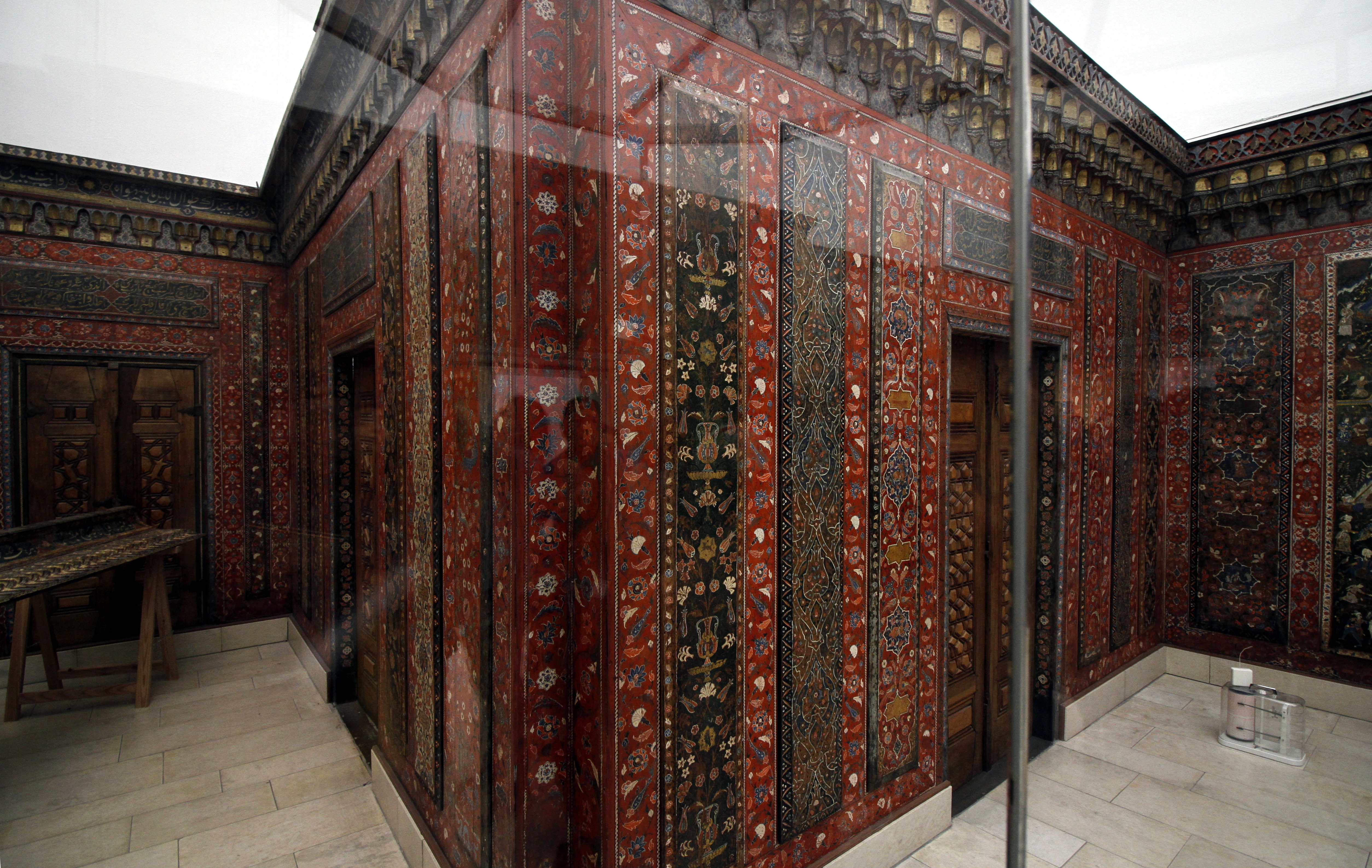
Vista della sala di Aleppo
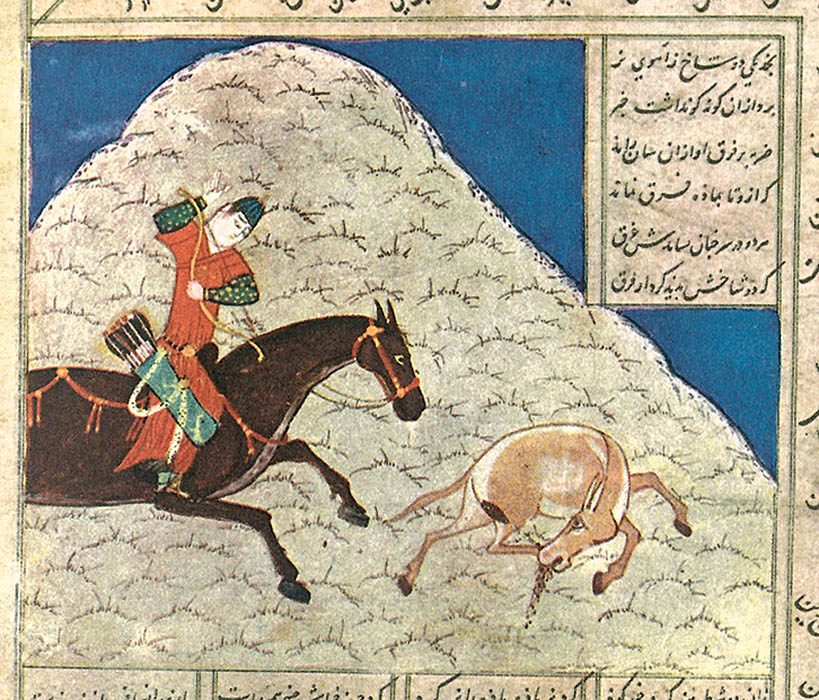
Vahram Gour a caccia, miniatura persiana degli Otto giardini del paradiso (1410)

Nel 2009, il museo acquisì, per donazione, la collezione del collezionista londinese Edmund de Unger (1918-2011), detta il Keir Collection. Essa rappresenta più di cinquanta anni di raccolta di circa 1500 oggetti d'arte, molti dei quali sono di origine pre-islamica, i più antichi dei quali risalgono a più di duemila anni addietro. Essa è considerata la più importante collezione privata di arte islamica in tutto il mondo. Più di un centinaio di oggetti della Keir Collection erano già stati presentati al pubblico nel 2007-2008 in occasione della mostra Sammlerglück. Islamische Kunst aus der Sammlung Edmund de Unger. Un'altra parte venne presentata a marzo 2010, sotto il titolo di Sammlerglück. Meisterwerke islamischer Kunst aus der Keir Collection.